# Flemming Rasmussen
Pour les articles homonymes, voir Rasmussen.
Flemming « Razz » Rasmussen (né en 1958) est un ingénieur du son, producteur et fondateur/gérant du « Sweet Silence Studios » à Copenhague, Danemark.

## Biographie
Tout au long de sa carrière, il a principalement travaillé sur du heavy metal, faisant sa réputation comme étant l'ingénieur du son et le producteur (avec le groupe) de certains albums de Metallica : Ride the Lightning (1984), Master of Puppets (1986)et ...And Justice for All (1988) A la demande du batteur la basse est mise en sourdine sur cet album. C'était la dernière fois qu'il travaillait avec le groupe. Lars Ulrich, le batteur de Metallica, était pleinement satisfait à l'issue de l'enregistrement de cet album, pensant qu'il s'agissait de l'album qu'ils ont toujours voulu enregistrer.[réf. nécessaire]
Il a également produit un album de Morbid Angel (Covenant), plusieurs albums de Blind Guardian (Imaginations from the Other Side, The Forgotten Tales et Nightfall in Middle-Earth), un album de Artillery (By Inheritance), Iron par Ensiferum, etc.
Rasmussen a gagné un Grammy award pour la production de One de Metallica en 1989. En 1994, les Grammys danois l'ont reconnu comme étant le producteur de l'année pour son travail sur Glamourpuss par Sort Sol.
En 2004, Flemming a travaillé avec le groupe de folk metal Ensiferum sur l'album Iron.
Plus récemment, Flemming a travaillé avec Evile sur leur premier album Enter the Grave en 2007. Il ne travaillera pas sur leur second album.